# Janusz Mastalski
Janusz Edward Mastalski (ur. 4 maja 1964 w Krakowie) – polski duchowny rzymskokatolicki, profesor nauk teologicznych, prorektor Uniwersytetu Papieskiego Jana Pawła II w Krakowie w latach 2014–2018, rektor Wyższego Seminarium Duchownego Archidiecezji Krakowskiej w latach 2017–2019, biskup pomocniczy krakowski od 2019.

## Życiorys
Urodził się 4 maja 1964 w Krakowie. W latach 1979–1983 kształcił się w miejscowym X Liceum Ogólnokształcącym im. Komisji Edukacji Narodowej, po czym w latach 1983–1989 odbył studia w seminarium duchownym w Krakowie i na Papieskiej Akademii Teologicznej w Krakowie. Magisterium uzyskał w 1989. 7 maja 1988 został wyświęcony na diakona przez kardynała Franciszka Macharskiego, arcybiskupa metropolitę krakowskiego, który 21 maja 1989 udzielił mu również święceń prezbiteratu. Inkardynowany został do archidiecezji krakowskiej. W 1995 ukończył podyplomowe studia pedagogiczne w Wyższej Szkole Pedagogicznej w Krakowie, a w 1996 uzyskał licencjat. W 1998 obronił doktorat na podstawie dysertacji Realizacja procesu nauczania katechetycznego. Habilitował się w 2003 po przedłożeniu rozprawy Zasady edukacyjne w katechezie. W 2009 otrzymał tytuł naukowy profesora.
W latach 1989–1991 był wikariuszem w parafii Gdów, a w latach 1991–1994 w parafii św. Szczepana w Krakowie. W latach 1997–2000 pełnił funkcję rektora kościoła św. Marka w Krakowie.
Został zatrudniony na Papieskiej Akademii Teologicznej w Krakowie (następnie Uniwersytecie Papieskim Jana Pawła II) na stanowiskach asystenta (od 1995), adiunkta (od 1999), profesora nadzwyczajnego (od 2006) i profesora zwyczajnego (od 2012). Objął wykłady z pedagogiki ogólnej, dydaktyki ogólnej, teorii wychowania, pedeutologii, współczesnych kierunków pedagogicznych, a także ćwiczenia z teorii wychowania. W 2005 został kierownikiem Katedry Pedagogiki Ogólnej. W latach 2006–2009 był delegatem uczelni w Uniwersyteckiej Komisji Programów Międzynarodowych przy Konferencji Rektorów Uniwersytetów Polskich. W 2008 koordynował organizację nowego Wydziału Nauk Społecznych, którego dziekanem był w latach 2008–2014. W latach 2014–2018 zajmował stanowisko prorektora Uniwersytetu Papieskiego Jana Pawła II ds. studenckich i dydaktyki. W latach 2017–2019 sprawował urząd rektora Wyższego Seminarium Duchownego Archidiecezji Krakowskiej. Współpracował z Uniwersytetem Pedagogicznym im. Komisji Edukacji Narodowej w Krakowie (2004–2010) i Wyższą Szkołą Humanitas w Sosnowcu (2005–2010).
W 2003 wszedł w skład Polskiego Towarzystwa Teologicznego i Polskiego Stowarzyszenia Katechetyków. W 2004 objął funkcję doradcy i konsultanta Rady Szkół Katolickich. W 2009 został stałym ekspertem Państwowej Komisji Akredytacyjnej, a w 2011 konsultorem Rady Naukowej Komisji Episkopatu Polski. Autor książek naukowych i popularnonaukowych oraz artykułów na temat wychowania dzieci i młodzieży. Prowadzący szkolenia i kursy dla nauczycieli i wychowawców, a także rekolekcje parafialne, dla młodzieży, kleryków, duchownych i osób konsekrowanych.
3 grudnia 2018 papież Franciszek mianował go biskupem pomocniczym archidiecezji krakowskiej ze stolicą tytularną Noba. Święcenia biskupie otrzymał 5 stycznia 2019 w katedrze na Wawelu. Konsekrował go arcybiskup metropolita krakowski Marek Jędraszewski, któremu asystowali arcybiskup Salvatore Pennacchio, nuncjusz apostolski w Polsce, i kardynał Stanisław Dziwisz, arcybiskup senior archidiecezji krakowskiej. Jako zawołanie biskupie przyjął słowa „Dominus spes mea” (Pan moją nadzieją).
W Konferencji Episkopatu Polski został w 2022 delegatem ds. Wspólnot dla Intronizacji Najświętszego Serca Pana Jezusa.